# Krásno
Krásno – miasto w Czechach, w kraju karlowarskim, w powiecie Sokolov.
Według danych z 1 stycznia 2024, liczba mieszkańców miasta wynosi 701 osób (2171. miejsce w kraju wśród miejscowości; 591. miejsce wśród miast ex aequo z miastem Lipnice nad Sázavou).

## Demografia
| Rok             | 2008 | 2016 | 2024 |
| --------------- | ---- | ---- | ---- |
| Liczba ludności | 725  | 708  | 701  |